# Ferdinand Bluhm
Heinrich Friedrich Ferdinand Bluhm (* 13. Februar 1819 in Sagan, Provinz Schlesien; † 1874) war ein deutscher Lehrer und Autor.

## Leben und Wirken
Nach dem Schulbesuch und Absolvierung einer Lehrerausbildung wurde Bluhm 1851 Lehrer für Französisch und Englisch an der Königlichen Gewerbschule in Zittau. 1855 wechselte er als 15. Lehrer an das Gymnasium mit Realschule Zittau. 1861 wurde er dort zwölfter, 1862 zehnter und 1866 neunter Lehrer, zuletzt Oberlehrer.
Er war Mitglied der Zittauer Freimaurerloge „Friedrich August zu den drei Zirkeln“.
Bluhm heiratete am 8. Juli 1847 Agnis Adler aus St. Petersburg. Mit ihr wohnte er zuletzt in der Oybiner Straße in Zittau. In ihrer Wohnung quartierte sich bei der preußischen Invasion 1866 ein Hauptmann ein.

## Schriften (Auswahl)
- La proposition grammaticale. Manuel de répétition etc. Hebig, Berlin, 1867.